# كيسوكي فوغيوارا
كيسوكي فوغيوارا (باليابانية: 藤原敬典؛ بالكانا: ふじわら けいすけ) هو فنان قتال مختلط ياباني، ولد في 17 سبتمبر 1982 في فوكايا في اليابان.

## وصلات خارجية
- كيسوكي فوغيوارا على موقع شيردوغ (الإنجليزية)
- كيسوكي فوغيوارا على موقع IMDb (الإنجليزية)